# سفارت کانادا در اسلو
سفارت کانادا در اسلو (به لاتین: Embassy of Canada) یک سفارت در نروژ است که در Oslo municipality واقع شده‌است.